# Преводачката
„Преводачката“ (на английски: The Interpreter) е политически трилър от 2005 г. на режисьора Сидни Полак и във филма участват Никол Кидман, Шон Пен, Катрин Кийнър и Йеспер Кристенсен. Като международна копродукция между САЩ, Великобритания и Франция, филмът е пуснат в трите страни през април 2005 г. Получи смесени отзиви от критиците и спечели 162 милиона долара при бюджет от 80 милиона.

## Актьорски състав
| Актьор            | Роля                        |
| ----------------- | --------------------------- |
| Никол Кидман      | Силвия Брум                 |
| Шон Пен           | Тобин Келър                 |
| Катрин Кийнър     | Дот Уудс                    |
| Йеспер Кристенсен | Найлс Лъд                   |
| Иван Атал         | Филип Брюле                 |
| Ърл Камерън       | Едмънд Зувани               |
| Къртис Кук        | Аджин Ксола                 |
| Джордж Харис      | Куман-Куман                 |
| Майкъл Райт       | Маркъс                      |
| Цай Чин           | Луан                        |
| Клайд Кусацу      | Лий Ву                      |
| Ерик Кинлисайд    | Рори Роб                    |
| Хюго Спиър        | Саймън Брум, брат на Силвия |
| Маз Джорбани      | Агент Мо                    |
| Юсуф Гейтвуд      | Агент Дъг                   |
| Робърт Клохеси    | Агент Кинг                  |
| Тери Сеприко      | Агент Люис                  |
| Дейвид Зайас      | Агент Чарли Ръсел           |
| Сидни Полак       | Директор Джей Петигрю       |
| Адриан Мартинез   | Роланд                      |

## В България
В България филмът е пуснат по кината на 3 юни 2005 г. от Съни Филмс. На 2 ноември 2005 г. е издаден на VHS и DVD от Прооптики България. На 8 май 2010 г. е излъчен по Нова телевизия с български дублаж, записан в Арс Диджитал Студио.